# L'orizzonte degli eventi
L'orizzonte degli eventi è un film del 2005 diretto da Daniele Vicari, con Valerio Mastandrea come protagonista.
Presentato alla Settimana internazionale della critica del 58º Festival di Cannes,, prodotto dalla Fandango, è uscito nelle sale cinematografiche italiane il 20 maggio 2005.
Il titolo dell'opera si ispira ad un concetto fisico, appunto l'orizzonte degli eventi e il concetto dei buchi neri.

## Trama
Max Flamini lavora come fisico nei laboratori dell'INFN del Gran Sasso. Convinto del suo ruolo nel progresso scientifico, ha davanti a sé una carriera aperta e quando ha l'opportunità, assume il ruolo di capo della ricerca con sua grande soddisfazione. Tuttavia, le difficoltà legate al complicato progetto in corso e le tensioni costanti derivanti dal timore di perdere i fondi lo spingono a falsificare i dati scientifici della ricerca da pubblicare. Quando il suo imbroglio viene scoperto da Anais, una scienziata, con cui ha anche una relazione sentimentale, Max entra in una profonda crisi che lo spinge a fuggire da tutto e tutti. 
Una sera Max si allontana in macchina diretto a Campo Imperatore, con l'intenzione di farla finita e suicidarsi, ma nel tragitto ha un incidente a causa della pioggia e del buio, finisce fuoristrada e sviene riportando lievi ferite. Il mattino dopo viene trovato e soccorso da Bajram, un pastore albanese che ha un gregge nella zona e si prende cura di lui, ospitandolo nella sua modesta casetta d'alpeggio. Max decide così di isolarsi, adattandosi ai ritmi della montagna con levatacce al mattino e a letto presto la sera.
Diviene avvezzo pure alla crudezza del pastore, al freddo, al buio delle notti senza strade e alla paura dei fulmini che cadono fitti. Inizialmente Bajram, notando un paio di auto della Polizia alla sua ricerca, sospetta che Max abbia commesso qualche reato, ma poi tra i due nasce una solida amicizia e Max gli confida che voleva uccidersi. Max decide di aiutare Bajram pagando di tasca propria 5.000 euro che una banda di taglieggiatori pretende dal pastore e rientra quindi a L'Aquila a prelevare il denaro. Ma, invece di ritornare con i soldi da Bajram, che viene barbaramente ucciso dai suoi sfruttatori, Max va da Anais, suona al campanello di casa, il portone si apre e lui entra.

## Produzione
Il film è stato girato sul massiccio del Gran Sasso, sull'altipiano di Campo Imperatore, e nella città dell'Aquila, nell'estate del 2004. Alcune scene sono state ambientate nei laboratori dell'INFN.